# Småholmane (Fjell)
Ne doit pas être confondu avec Småholmane, Småholmane (Øygarden), Småholmane (Austevoll) ou Småholmane (Kvam).
Småholmane est une île dans le landskap Sunnhordland du comté de Vestland. Elle appartient administrativement à Øygarden.

## Géographie
Rocheuse et désertique, à fleur d'eau, elle s'étend sur environ 91 m de longueur pour une largeur approximative de 27 m.